# Pierre Louis Jean Ivolas
Pierre Louis Jean Ivolas (Sète, 7 aprile 1842 – Tours, 29 giugno 1908) è stato un naturalista francese.

## Biografia
Professore della Lycée di Tours, è ricordato per i suoi studi geologici della Francia centrale e per le sue indagini botaniche di Indre-et-Loire. Era un buon amico del botanico Ernest Henry Tourlet - Ivolas ha assunto il completamento dell'opera Catalogue raisonné des plantes vasculaires du département d'Indre-et-Loire, a causa della morte di Tourlet.
Nel 1879 è diventato membro della Société Botanique de France. Il suo erbario è conservato presso l'Herbarium dell'Università di Montpellier 2 Sciences et Techniques du Languedoc. Con Albert Peyrot, è l'autorità tassonomica della specie di lumaca marina Eulima elongata.

## Pubblicazioni
- Contribution à l'étude paléontologique des faluns de la Touraine, 1900 (con A. Peyrot).
- Les jardins alpins; description, ressources, etc., de ceux actuellement connus en Europe, 1908.[5]